# Edward Wegelius
Edward Albert Wegelius, född 30 januari 1903 i Moskva, död 6 maj 1993 i Helsingfors, var en finländsk flygingenjör.
Wegelus blev student 1922, avlade diplomexamen vid École nationale supérieure de l'aéronautique i Paris 1929 och blev teknologie doktor 1944. Han var direktör för provanstalten vid Statens flygmaskinsfabrik 1929–1940 och chefskonstruktör vid fabriken 1940–1945. Han deltog aktivt i utvecklandet av jaktplanet VL Myrsky, som dock inte blev någon framgång, och utvecklade en egen träteknologi för tillverkning av bland annat propellrar, vilket var av stor betydelse för Finlands flygvapens stridsduglighet under fortsättningskriget. Han var direktör för metalltekniska laboratoriet vid Statens tekniska forskningsanstalt 1945–1947, överdirektör med professors titel 1948–1968 samt anstaltens generaldirektör 1968–1970. Han var ledamot av Svenska tekniska vetenskapsakademien i Finland, Kungliga Ingenjörsvetenskapsakademien i Sverige och Akademiet for de Tekniske Videnskaber i Danmark.